# Pseudarmadillo gillianus
Pseudarmadillo gillianus là một loài chân đều trong họ Delatorreidae. Loài này được Richardson miêu tả khoa học năm 1902.